# Comté de Kings (Californie)
Pour les articles homonymes, voir Comté de Kings.
Le comté de Kings (en anglais : Kings County) est un comté américain situé dans la Vallée Centrale de l'État de Californie, au sud du comté de Fresno. Il se trouve dans une riche région agricole et compte, au recensement de 2020, 152 486 habitants. Le siège de comté est Hanford.

## Histoire
Le comté de Kings fut formé en 1893 de la scission du comté de Tulare avec sa partie ouest. En 1909 un morceau du comté de Fresno fut ajouté au comté de Kings. 
Le comté doit son nom à la rivière Kings. Padre Muñoz raconte en 1806 dans son journal de bord, qu'elle fut découverte en 1805 par des explorateurs qui la nommèrent Rio de los Santos Reyes (La rivière des saints souverains).

## Géographie
Le comté de Kings a une superficie de 3 604 km2. Ses terres s'étendent sur 3 603 km2 tandis que l'eau ne représente que 0,04 % de la surface du comté. 
La majeure partie du lac Tulare se trouvait dans le comté de Kings. Bien qu'il fût mis à sec par l'irrigation intensive des champs pendant le XIXe siècle, il n'en est pas moins considéré comme ayant été l'un des plus grands lacs d'eau douce situé à l'ouest des Grands Lacs.
La chaîne des Pyramid Hills court à l'ouest du comté.

### Villes
- Armona
- Avenal
- Corcoran
- Hanford
- Home Garden
- Kettleman City
- Lemoore
- Lemoore Station
- Stratford

### Comtés adjacents
- Comté de Kern - sud
- Comté de Tulare - est
- Comté de Fresno - nord, nord-ouest
- Comté de Monterey - ouest
- Comté de San Luis Obispo - sud-ouest

## Principales voies rapides
- Interstate 5
- Autoroute de Californie 33
- Autoroute de Californie 41
- Autoroute de Californie 43
- Autoroute de Californie 198

## Démographie

Pyramide des âges du comté de Kings, basée sur les résultats du recensement de 2000.

Le comté de Kings comptait au recensement des États-Unis de 2000 141 434 habitants, dont 26 983 familles réparties en 34 418 foyers. La population s'élève aujourd'hui en 2007 à 141 434 habitants. En 2000, la densité était de 36 hab./km² et l'on trouvait 36 563 logements disposés en une moyenne de 10 log./km². On a recensé parmi les habitants 58,6 % de blancs, 8,30 % de noirs ou afro-américains, 1,68 % d'Américains de naissance, 3,07 % d'asiatiques, 0,19 % d'océaniens, 28,28 % d'autres races et 4,79 % de deux races ou plus. Enfin 43,61 % de la population déclarait appartenir à une race hispano-américaine ou latino.
On comptait lors du recensement de 2000 34 418 foyers constitués de la sorte : 46,40 % de parents vivant encore avec au moins un de leurs enfants mineur, 58,00 % de couples mariés, 14,30 % de femmes célibataires ou divorcées, 21,60 % n'étaient pas tenus par des familles, 17,00 % de personnes seules et enfin 6,80 % d'une personne de plus de 65 ans. La taille moyenne d'un foyer était de 3,18 personnes et celle d'un ménage de 3,56.
Les habitants furent également répertoriés en fonction de leur âge. Ainsi 29,00 % de la population sont des jeunes de moins de 18 ans, 11,4 % des adultes entre 18 et 24 ans, 35,00 % entre 25 et 44 ans, 16,80 % entre 45 et 64 ans, et 7,40 % des personnes âgées qui ont 65 ans et plus. La moyenne d'âge était de 30 ans. Pour 100 femmes, on comptait 134,80 hommes et pour 100 femmes de 18 ans et plus, 148,80 hommes.
Le revenu moyen par foyer fiscal était de 35,749 dollars et s'élevait à 38,111dollars pour les familles. Un homme gagnait en moyenne 31 700 dollars contre 24 772 dollars pour les femmes. Le revenu per cepita du comté était de 15 848 dollars. Environ 15,80 % des familles et 19,50 % de la population totale vivaient en dessous du seuil de pauvreté. On comptait parmi eux 25,90 % de jeunes de moins de 18 ans et 8,08 % de personnes de 65 ans et plus.
| 1900  | 1910   | 1920   | 1930   | 1940   | 1950   |
| ----- | ------ | ------ | ------ | ------ | ------ |
| 9 871 | 16 230 | 22 031 | 25 385 | 35 168 | 46 768 |

| 1960   | 1970   | 1980   | 1990    | 2000    | 2010    |
| ------ | ------ | ------ | ------- | ------- | ------- |
| 49 954 | 64 610 | 73 738 | 101 469 | 129 461 | 152 982 |

| 2020    | - | - | - | - | - |
| ------- | - | - | - | - | - |
| 152 486 | - | - | - | - | - |

## Source de traduction
- (en) Cet article est partiellement ou en totalité issu de l’article de Wikipédia en anglais intitulé « Kings County, California » (voir la liste des auteurs).